# دوم‌لو (آیدین‌تپه)
دوم‌لو (به ترکی استانبولی: Dumlu) (به کردی: Xenege) یک منطقهٔ مسکونی در ترکیه است که در آیدین‌تپه واقع شده‌است. دوم‌لو ۴۴ نفر جمعیت دارد.